# Ion argent
 (juillet 2025).
Si vous disposez d'ouvrages ou d'articles de référence ou si vous connaissez des sites web de qualité traitant du thème abordé ici, merci de compléter l'article en donnant les références utiles à sa vérifiabilité et en les liant à la section « Notes et références ».
L’ion argent Ag+ est le cation résultant de la perte d’un électron par un atome d’argent.
L’argent donne trois ions : Ag+, Ag2+ et Ag3+. Le plus courant est l’ion argent monovalent Ag+.
Les potentiels d’oxydo-réduction sont de 0,7542 V pour Ag+/Ag, 2,14 V pour Ag2+/Ag+ et 3,59 V pour Ag3+/Ag2+.
Le rayon atomique de l’ion monovalent est de 1,55 Å dans les sels minéraux et de 1,62 Å dans les sels organiques.
Il forme des précipités dans l’eau avec les halogénures, les sulfures et les hydroxydes. L'ion argent est aussi diamagnétique.
Ces ions d’argent sont présents dans les pansements, ils permettent la cicatrisation.